# 29 Pułk Artylerii Przeciwpancernej

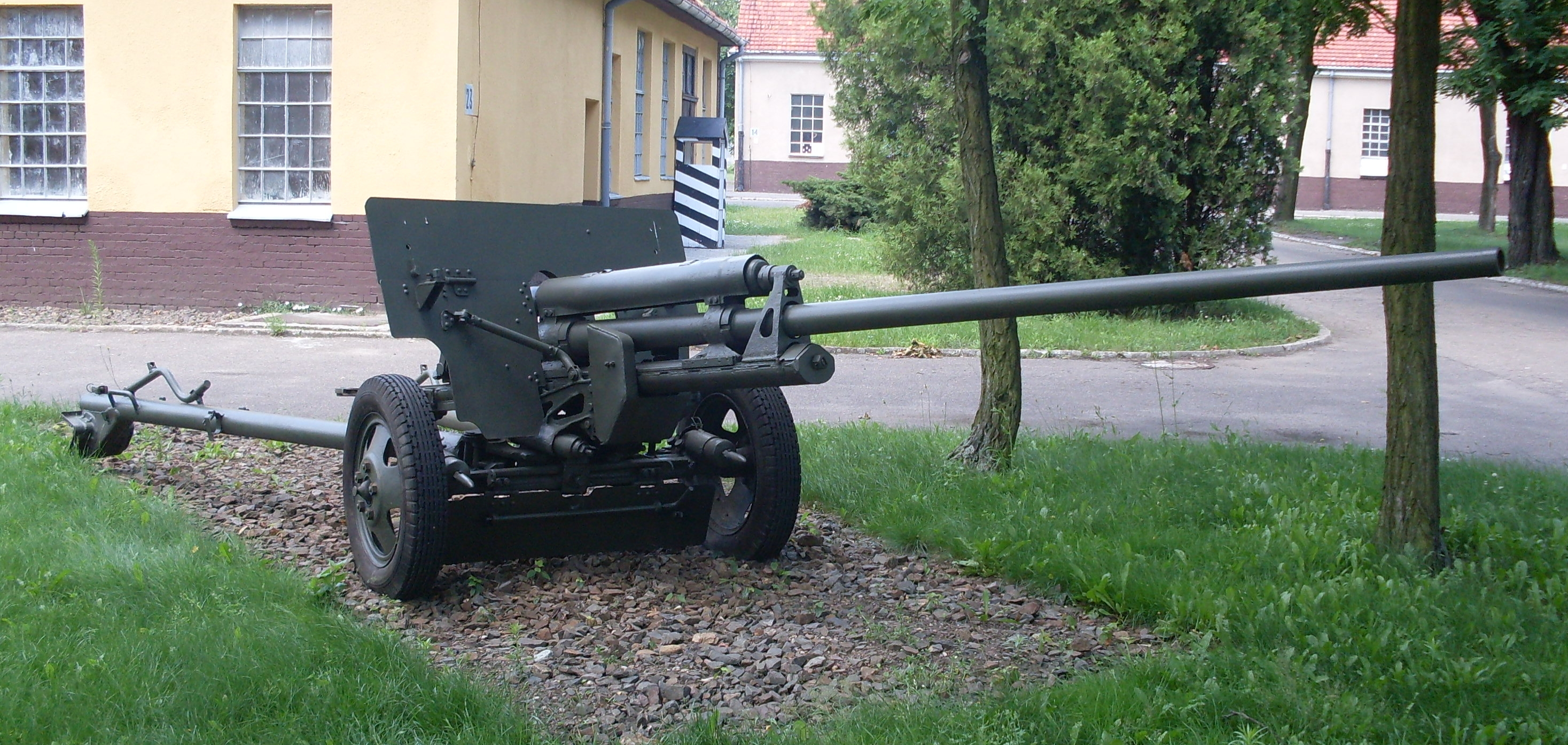
Armata ppanc wz. 1943 ZIS-2

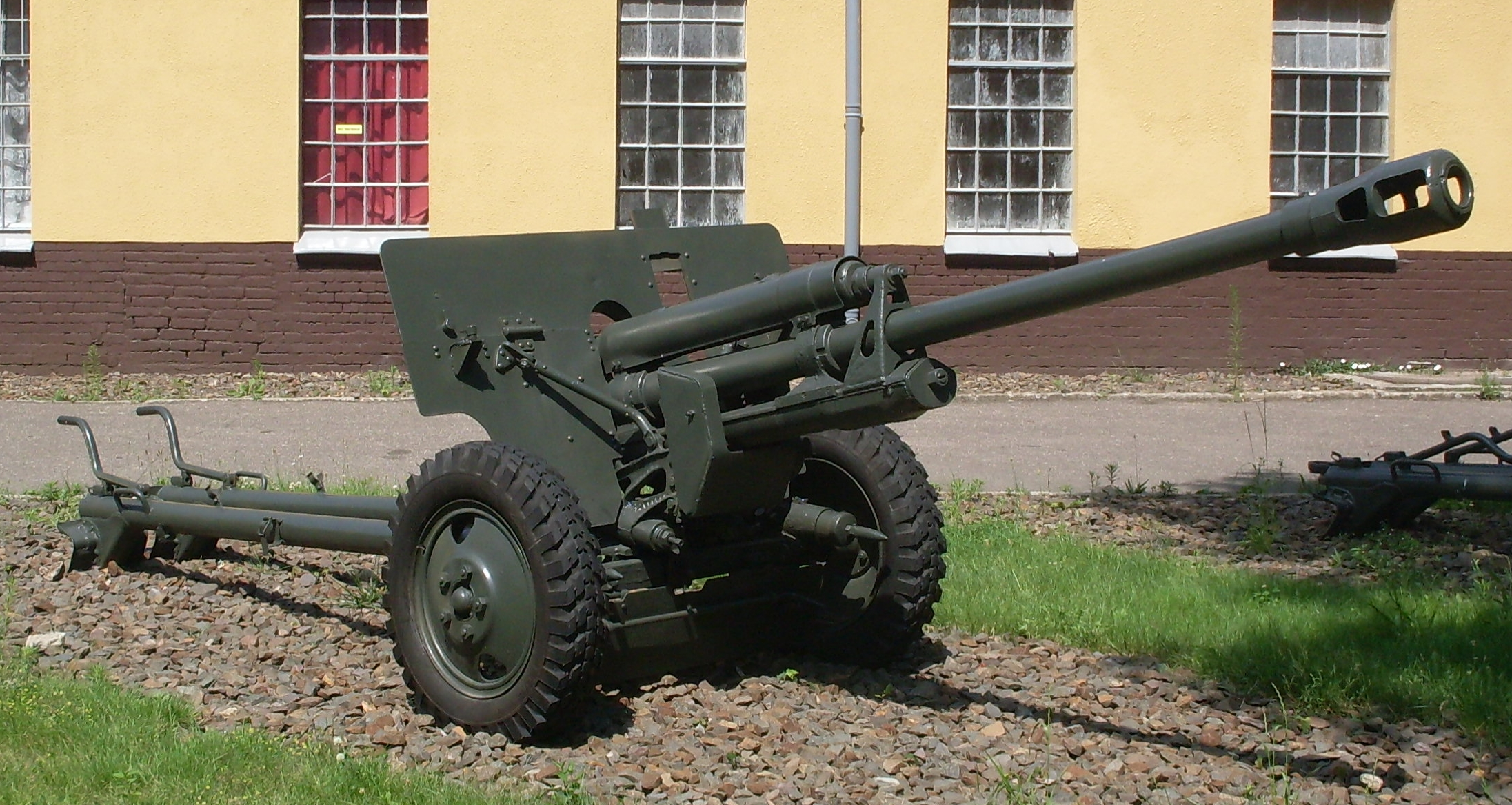
Armata dywizyjna wz. 1942 ZIS-3

29 pułk artylerii przeciwpancernej – pułk artylerii polskiej ludowego Wojska Polskiego.
Sformowany pod Krasnymstawem na podstawie rozkazu Naczelnego Dowództwa Wojska Polskiego nr 30 z 10 października 1944.

## Dowódcy pułku
- ppłk Mikołaj Chlupin
- mjr Jerzy Malarewicz

## Działania
Pułk wchodził w skład 11 Brygady Artylerii Przeciwpancernej.
Szkolenie bojowe kontynuował do 12 marca 1945. Następnie przeszedł do Tomaszowa Mazowieckiego. 6 maja wraz z pozostałymi oddziałami brygady został podporządkowany dowódcy 2 Armii WP ześrodkowanej w Czechosłowacji. Rejon koncentracji osiągnął po zakończeniu wojny.
Po powrocie do kraju zakwaterował się w Grodzisku Mazowieckim. 19 lipca 1945 został rozformowany.